# Divisionen z.b.V.
L'esercito tedesco durante la seconda guerra mondiale arruolò 65 Divisionen z.b.V. (Divisionen zur besonderen Verwendung, divisioni con compiti speciali) numerate 136, 140, 240, 300, 331, da 401 a 413, 417, da 421 a 432, da 441 a 445, 454, 460, da 537 a 540, da 601 a 619 e quattro nominate "Breisach", "L", "M" e "Bialystok".

## Divisionen z.b.V. numerate
Si hanno poche notizie di queste divisioni se non che furono tutte di fanteria, principalmente fucilieri.
| Division z.b.V. n° | Data e luogo creazione                               | Destino                                                                                   | Note |
| 136                | 25 aprile 1944, zona del Gruppo d'armate D           | Sciolta il 30 ottobre 1944                                                                | Vedi a fine tabella |
| 140                | 7 settembre 1944, Finlandia                          | Diventata 9. Gebirgs-Division (Nord) il 6 maggio 1945                                     | Vedi a fine tabella |
| 240                | 15 aprile 1942, Paesi Bassi                          | Diventata QG del LXXXVIII corpo d'armata il 25 giugno 1942                                | L'unico comandante fu il Generalleutnant Josef Lehmann |
| 300                | 1º maggio 1944                                       | Si arrese all'Armata Rossa in data 8 maggio 1945                                          | Creata dal quartier generale della 13ª divisione campale della Luftwaffe, pertanto era sostanzialmente una divisione di fanteria. Inizialmente nei pressi del Lago Il'men' con la 18ª armata, passò in agosto agli ordini del III corpo corazzato SS stanziato in Lettonia. Nel gennaio 1945 si ritirò in Curlandia dove terminò la guerra                                                                                                  |
| 331                | 13 novembre 1944, Paesi Bassi                        | Capitolò all'esercito britannico nei Paesi Bassi in data 8 maggio 1945                    | Costituita con elementi del quartier generale della 331ª divisione fanteria. Passata prima alla 15ª e nel febbraio 1945 alla 25ª armata |
| 401                | 16 gennaio 1940, Kaliningrad                         | Rinominata Division Nr. 401 il 25 settembre 1942                                          | |
| 402                | 25/10/1939, Stettino                                 | Sciolta il 30/11/1939, ricreata il 24/01/1940 e rinominata Division Nr. 402 il 25/09/1942 | |
| 403                | 25/10/1939                                           | Rinominata 403. Sicherungs-Division il 15/03/1942                                         | |
| 404                | 24/10/1939, Dresda                                   | Rinominata Division Nr. 404 il 25/09/1942                                                 | |
| 405                | 23/10/1939, Stoccarda                                | Rinominata Division Nr. 405 il 10/05/1942                                                 | |
| 406                | 12/10/1939, Münster                                  | Sciolta il 13/03/1945                                                                     | Vedi a fine tabella |
| 407                | 12/10/1939, Monaco di Baviera                        | Rinominata Division Nr. 407 il 01/10/1942                                                 | Nata per dirigere le unità di fucilieri nel proprio distretto militare |
| 408                | 12/10/1939, Breslavia                                | Rinominata Division Nr. 408 il 01/10/1942                                                 | Nata per dirigere le unità di fucilieri nel proprio distretto militare |
| 409                | 12/10/1939, Kassel                                   | Rinominata Division Nr. 409 il 01/10/1942                                                 | Nata per dirigere le unità di fucilieri nel proprio distretto militare |
| 410                | 23/10/1939, Amburgo                                  | Mobilitata per il fronte il 20/01/1944                                                    | Nata per dirigere le unità di fucilieri nel proprio distretto militare |
| 411                | 25/10/1939, Hannover                                 | Sciolta il 24/09/1944                                                                     | Trasferita a Hildesheim nel dicembre 1943; nata per dirigere le unità di fucilieri nel proprio distretto militare |
| 412                | 12/01/1940, Wiesbaden                                | Diventata il QG della 4ª divisione truppe da montagna                                     | Nata per compiti di difesa e di controllo sulla Landwehr locale |
| 413                | 25/10/1939, Norimberga                               | Sciolta il 10/06/1942                                                                     | Nata per dirigere le unità di fucilieri nel proprio distretto militare |
| 417                | 25/10/1939, Vienna                                   |                                                                                           | |
| 421                | 08/11/1939                                           | Rinominata Kommando 399. Infanterie-Division il 15/03/1940                                | |
| 422                | 24/10/1939                                           | Diventata Division z.b.V. 401 il 16/01/1940                                               | |
| 423                | 25/10/1939, confine est tedesco                      | Diventata il QG dell'Oberfeldkommandantur 393 il 01/08/1940                               | |
| 424                | 24/10/1939, confine est tedesco                      | Diventata il QG della 379ª divisione fanteria                                             | |
| 425                | 24/10/1939, confine est tedesco                      | Diventata il QG del Kommandeur der Ersatztruppen 100 il 01/06/1940, a Kraśnik             | |
| 426                | 23/10/1939, confine est tedesco                      | Diventata il QG della 556ª divisione fanteria                                             | |
| 427                | 24/10/1939, confine est tedesco                      | Diventata il QG della 557ª divisione fanteria                                             | |
| 428                | 22/10/1939, II distretto militare                    |                                                                                           | Nata per dirigere le unità di fucilieri nel proprio distretto militare |
| 429                | 21/10/1939, IX distretto militare                    | Sciolta il 26/03/1943                                                                     | Nata per dirigere le unità di fucilieri nel proprio distretto militare |
| 430                | 24/10/1939, III distretto militare                   | Sciolta nei Paesi Bassi il 25/07/1940                                                     | Forse trasferita a Brody per collaborare con l'Armata Rossa immediatamente dopo il completamento dei ranghi; sicuramente spostata nei Paesi Bassi il 20/05/1940 |
| 431                | 20/10/1939, IV distretto militare                    | Sciolta il 26/03/1943                                                                     | Dopo il completamento dei ranghi venne trasferita a Kalisz |
| 432                | 24/10/1939, Opole                                    |                                                                                           | Dopo il completamento dei ranghi fu spostata a Katowice |
| 441                | 18/10/1939, frontiera ovest tedesca                  | Diventata il QG della 554ª divisione fanteria il 15/02/1940                               | |
| 442                | 18/10/1939, frontiera ovest tedesca                  | Sciolta il 24/08/1944 nel settore del Gruppo d'armate Centro                              | Messa in linea nella zona della 5ª armata sul Basso Reno dopo la creazione; trasferita nell'URSS centrale nel 1943 |
| 443                | 18/10/1939, frontiera ovest tedesca                  | Diventata il QG della 555ª divisione fanteria il 10/02/1940                               | |
| 444                | 24/10/1939, Darmstadt                                | Diventata il QG della Sicherungs-Division 444 il 15/03/1941                               | |
| 445                | 14/10/1939, Coblenza                                 | Diventata Division z.b.V. 412 il 12/10/1940                                               | Messo in linea nel Saarland dopo la creazione |
| 454                | 01/06/1940, VI distretto militare                    | Diventata il QG della Sicherungs-Division 454 il 19/03/1941                               | Nata per essere impiegata sul fronte occidentale |
| 460                | 24/04/1940, settore del Gruppo d'armate B            | Sciolta a Lubecca il 25/10/1940                                                           | Nata per essere impiegata sul fronte occidentale |
| 537                | 09/12/1939, Innsbruck                                | Sciolta il 09/12/1940                                                                     | Nata dal cambio di nome del Abschnittskommando 10. L'unico comandante fu il Generalleutnant Heinrich Döhla |
| 538                | 09/12/1939, Klagenfurt                               | Sciolta il 18/04/1941                                                                     | Nata dal cambio di nome del Grenzschutz-Abschnittskommando 20. Brevemente operativa il 28/03/1941 durante l'invasione della Jugoslavia |
| 539                | 15/10/1939, Praga                                    | Uomini trasferiti alla 48ª e 168ª divisione fanteria nel 1945                             | Nata dal cambio di nome del Landesschützen-Kommandeur 1; formata da fucilieri e artiglieria attivi in Cecoslovacchia. I suoi comandanti furono il Generalleutnant Richard Speich (dal 15/10/1939 al 01/04/1944) e i parigrado Wilhelm Thomas (01/04/1944 - 01/09/1944) e Clemens Betzel (01/09/1944 - 27/03/1945) |
| 540                | 15/10/1939, Brno                                     |                                                                                           | Attiva in Cecoslovacchia. I suoi comandanti furono: Generalleutnant Karl Tarbuk Edler von Sensenhorst (dal 15/10/1939 al 31/12/1942), Generalmajor Gustav Wagner (31/12/1942 - 01/10/1943), Generalleutnant Benignus Dippold (01/10/1943 - ??/03/1944), Generalleutnant Hans Windeck (15/03/1944 - 10/12/1944), Generalleutnant Clemens Betzel (??/01/1945 - 27/03/1945) e Generalmajor Friedrich-Carl Gottschalk (??/04/1945 - ??/05/1945) |
| 601                | 14/10/1944, settore del Gruppo d'armate A            | Passata al Gruppo d'armate Centro nel febbraio 1945                                       | Nel novembre 1944 si trovava a Cracovia, così come nel gennaio del 1945 |
| 602                | 14/10/1944, settore del Gruppo d'armate A            | Passata al Gruppo d'armate Centro, nell'attuale voivodato della Slesia, nel febbraio 1945 | Formata da un reggimento di SS, da due battaglioni di genieri Luftwaffe e da fucilieri |
| 603                | 14/10/1944, settore del Gruppo d'armate A            | Passata a Kłodzko alla 17ª armata del Gruppo d'armate Centro, nell'aprile 1945            | Formata da SS, genieri Luftwaffe, fucilieri e doganieri. Nel novembre 1944 si trovava a Radomsko, luogo in cui passò al Gruppo d'armate Centro nel febbraio 1945 |
| 604                | 04/11/1944, Paesi Bassi                              | Spostata al fronte orientale e riorganizzata in Korpsgruppe von Tettau nel febbraio 1945  | Nata per arginare l'operazione Market Garden Alleata. Rimase nei Paesi Bassi fino al momento del trasferimento ad est |
| 605                | 07/11/1944                                           | Sciolta nel marzo 1945                                                                    | Nel novembre 1944 era a Giżycko sotto la 4ª armata e nel febbraio 1945 si spostò a Mamonovo |
| 606                | 07/11/1944, Paesi Bassi                              | Diventata 606ª divisione fanteria in data 11/04/1945                                      | Nata dal quartier generale della 344ª divisione fanteria, nel novembre 1944 era dislocata nel Basso Reno con la 1ª armata paracadutisti, quindi nel febbraio 1945 passò, nella città di Kostrzyn nad Odrą, alla 9ª armata. Fu convertita in seguito nella 606ª divisione fanteria |
| 607                | 13/11/1944, zona del Gruppo d'armate Centro          | Si arrese ai sovietici in data 08/05/1945                                                 | Vedi a fine tabella |
| 608                | 22/11/1944, zona del Gruppo d'armate A               | Si arrese ai sovietici nel maggio 1945                                                    | Nata dal comando dell'82ª divisione fanteria. Rimase in Polonia meridionale fino al febbraio 1945, quindi andò in Lusazia alle dipendenze della 4ª armata corazzata per arrendersi tre mesi dopo. Il comandante era il Generalmajor Fritz Becker (dal 27/11/1944 al 08/05/1945) |
| 609                | 26/01/1945, Dresda                                   | Si arrese ai sovietici nell'aprile 1945                                                   | Nata per ordine diretto dell'OKW, incamerò le truppe a difesa di Breslavia lottando senza successo per la salvezza della città |
| 610                | 26/01/1945                                           | Si arrese ai sovietici in data 08/05/1945                                                 | Stazionò a Stettino con il Gruppo d'armate Weichsel |
| 611                | 26/01/1945                                           | Diventò la divisione di fanteria Döberitz in data 29/01/1945                              | |
| 612                | 26/01/1945                                           | Nel febbraio 1945 servì alla costituzione del Generalkommando Oderkorps                   | Si trovava in Pomerania con il Gruppo d'armate Weichsel |
| 613                | 30/01/1945, zona della 20ª armata truppe da montagna | Si arrese agli Alleati in Norvegia in data 08/05/1945                                     | Restò in Norvegia per tutta la sua vita operativa |
| 614                | 30/01/1945, Danimarca                                |                                                                                           | Nel febbraio 1945 era nello Jutland e a marzo alcuni suoi uomini andarono a formare la 325ª divisione fanteria |
| 615                | 04/02/1945                                           |                                                                                           | Originata dalla Division z.b.V. 611. Nel febbraio 1945 si trovava in Slesia con il Gruppo d'armate Centro, a marzo combatté a Görlitz e a maggio era segnalata nei Monti Metalliferi sotto la 4ª armata corazzata |
| 616                | aprile 1945                                          |                                                                                           | Nata dal comando della Division Rässler. Era dispiegata in Renania in seno alla 1ª armata |
| 617                | aprile 1945, Paesi Bassi                             |                                                                                           | Combatté nei Paesi Bassi con la 25ª armata |
| 618                | aprile 1945, sacca della Ruhr                        | Distrutta nella Ruhr                                                                      | Nata dal comando della 324ª divisione fanteria |
| 619                | aprile 1945, Sambia                                  |                                                                                           | Nata dal comando della 286ª divisione fanteria. Alla fine di aprile entrò in linea sull'Oder con la 9ª armata |

- Division z.b.V. 136: organizzata dal comando del Kommandeur der Osttruppen 721, comandante reparti di volontari sovietici desiderosi di combattere al fianco della Wehrmacht. Dopo una breve permanenza in Francia settentrionale, fu posta nel giugno 1944 a difesa di Anversa sotto la 15ª armata[1], con il quartier generale piazzato in un bunker costruito in un parco della città. Il Generalmajor Christoph Graf zu Stolberg-Stolberg (unico comandante della divisione) poté avvalersi inizialmente di un battaglione di cosacchi, messi a guardia dei ponti sul fiume Nete, e di due battaglioni Magen ("stomaco" in italiano), rinforzati durante i combattimenti da circa tre battaglioni di truppe miste che portarono la forza della divisione a 16.000 uomini, impegnati nel contrastare l'11ª armata britannica e nel sabotare il porto cittadino[7]. Quando gli inglesi sfondarono le difese il 5 settembre 1944, la Division z.b.V. 136 offrì una tenace resistenza piegandosi solo dopo 8 ore di scontri a fuoco, alle ore 22:00. Stolberg-Stolberg infatti (che alla fine venne catturato) alle 15:30 ebbe un colloquio con il comandante dell'88º corpo d'armata che lo esortò a non cedere la posizione, nonostante la situazione critica e la perdita di tutti i cannoni anticarro. L'unica alternativa che si pose al comandante fu quella di tentare un contrattacco al calare della notte, presto fermato dal British Army che indusse, grazie ai suoi carri armati, i cosacchi ad arrendersi[7].
- Division z.b.V. 140: nota anche come Divisionsgruppe Kräutler (il gruppo di origine dell'unità), era composta da Jäger e truppe da montagna. Nacque nel settore della 20ª armata truppe da montagna, in Finlandia, da dove si ritirò in direzione della Norvegia ad inizio dicembre. A marzo 1945 era ancora nel paese scandinavo, appena passata al LXXI corpo d'armata. L'unico comandante fu il Generalmajor Mathias Kräutler.
- Division z.b.V. 406: cinque anni dopo la sua nascita ad alcuni suoi uomini fu ordinato di trasferirsi in Olanda, dove dopo breve tempo la divisione si trasferì al completo per ritornare, sempre ad ottobre, in Germania occidentale. Nel febbraio 1945 fu mobilitata e a marzo era dislocata nel Basso Reno sotto la 1ª armata paracadutisti, ma venne distrutta nella sacca di Wesel in seguito alle operazioni Plunder e Varsity Alleate. A seguito di ciò il reparto fu sciolto. L'unico comandante fu, dal 1º ottobre 1939 al marzo 1945, il Generalleutnant Gerd Scherbening.
- Division z.b.V. 607: l'unità combatté in Lituania dalla fine di novembre alla fine del dicembre 1944 con la 3ª armata corazzata, e qui si trovava ancora nel febbraio del nuovo anno, quando cambiò nome in Festung Pillau (fortezza "Pillau" in italiano) in vista della difesa ad oltranza dell'omonima città (oggi Baltijsk). Dalla fine di marzo affrontò l'Armata Rossa che obbligò i superstiti della divisione a riparare in aprile nella Penisola di Hel, luogo in cui si consegnarono ai sovietici l'ultimo giorno di guerra[1]. I suoi comandanti furono l'Oberst Helmuth Mäder (dal 12/11/1944 al 01/01/1945) e il Generalleutnant Max Horn (01/01/1945 - 16/04/1945)[8].

Tutti i dati, salvo diversamente indicato, tratti da:

## Divisionen z.b.V. nominali
| Nome      | Data e luogo creazione | Destino                                                        | Note |
| Breisach  | 06/12/1944             | Diventata Division Nr. 805 il 07/01/1945                       | Creata a partire dalla Division Nr. 465. Nota anche come Divisionsgruppe Breisach |
| L         | 05/03/1945, Slesia     | Si arrese ai sovietici in data 08/05/1945                      | Nata dal QG della Einsatz-Division Nr. 408, combatté a Breslavia e successivamente in Slesia con la 17ª armata |
| M         | marzo 1945, Slesia     | Venne impiegata per riformare la 545. Volks-Grenadier-Division | |
| Bialystok | 11/02/1942, Białystok  | Forse sciolta nel marzo 1945                                   | Nota anche come Division Nr. 461. Nel settembre 1944 si spostò a Ostróda. I suoi comandanti furono il Generalleutnant Hans-Erich Nolte (11/02/1942 - 25/09/1942) e i parigrado Richard Wenk (24/09/1942) e Wolf Schede (01/04/1944) |

Tutti i dati tratti da: